# کراشنگک
کراشنگک (به لهستانی:  Kraśnik) یک منطقهٔ مسکونی در لهستان است که در شهرستان کراشنگک واقع شده‌است. کراشنگک ۲۵٫۲۹ کیلومتر مربع مساحت و ۳۶٬۰۷۲ نفر جمعیت دارد.

## خواهرخوانده
شهرهای Nogent-sur-Oise و شاتو-سلین خواهرخوانده‌های کراشنگک هستند.